# U-Bahn-Station Hietzing
Die Station Hietzing der Wiener U-Bahn-Linie U4 befindet sich im 13. Wiener Gemeindebezirk, Hietzing (Bezirksteil Schönbrunn), an der Grenze zum 14. Bezirk, Penzing, und ist mit dem Verkehrsknotenpunkt Kennedybrücke kombiniert. Zusätzlich zur U-Bahn halten hier die Straßenbahnlinien 10 von Unter-St.-Veit nach Dornbach und 60 von Rodaun zum Westbahnhof. Die Autobuslinien 51A, 56A, 56B und 58A haben in Hietzing ihre Endstation.

## Lage und Besonderheiten
Die Station mit zwei Seitenbahnsteigen erstreckt sich im Einschnitt entlang des Wienflusses und der Schönbrunner Schlossstraße zwischen der Kennedybrücke und dem flussabwärts gelegenen ehemaligen Hofpavillon. Da sich in unmittelbarer Nähe der Station der Eingang zum Tiergarten Schönbrunn befindet, wurde diese in früheren U-Bahn-Netzplänen mit einem kleinen stilisierten Elefanten gekennzeichnet.

## Geschichte

### Dampftramway und Dampfstadtbahn

Das ursprüngliche Wagner’sche Stationsgebäude von 1898

Vorläufer der heutigen U-Bahn-Station war die Haltestelle Hietzing der Dampftramway-Gesellschaft vormals Krauss & Comp., die am 27. Oktober 1883 in Betrieb ging. Als die Planungen für die Wiener Dampfstadtbahn sich konkretisierten, musste diese 1894 ihren Streckenabschnitt Schönbrunner Linie–Hietzing zugunsten des neuen Verkehrsmittels aufgeben, womit Hietzing nördliche Endstation der nach Mödling führenden Dampftramway wurde.
Das von Otto Wagner im Auftrag der Commission für Verkehrsanlagen in Wien erbaute Aufnahmsgebäude der Stadtbahn befand sich an der westlichen, stadtzentrumsferneren Seite der damaligen Hietzinger Brücke. Es wurde im März 1897 baulich fertiggestellt, die Eröffnung der Oberen Wientallinie erfolgte schließlich am 1. Juni 1898.

### Elektrische Stadtbahn

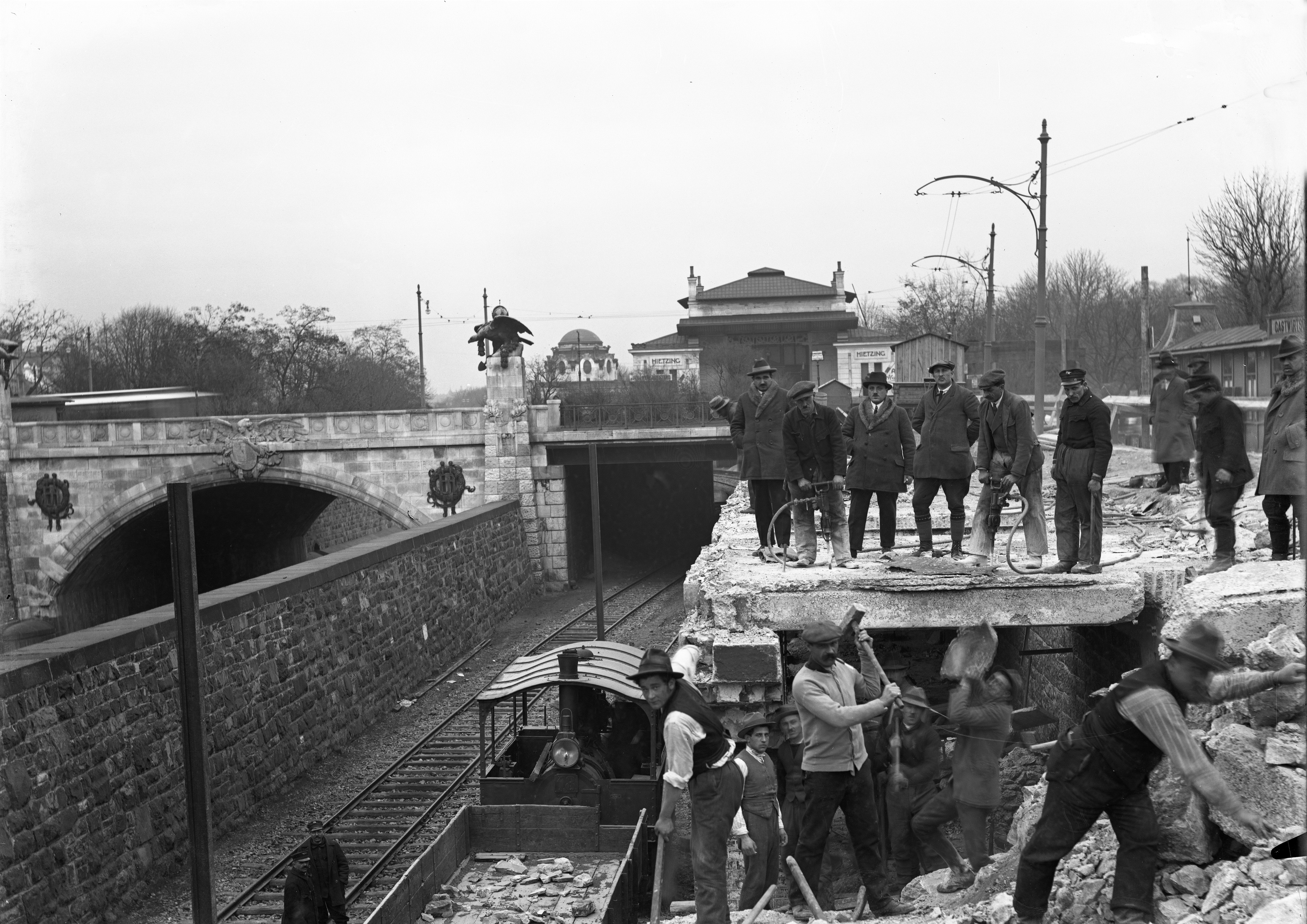
Abtragung der Stützmauer für die Wendeanlage der elektrischen Stadtbahn

Ab dem 4. Juni 1925 bediente, als Ersatz für die Dampfstadtbahn, die Wiener Elektrische Stadtbahn die Station Hietzing. Für sie errichtete der neue Betreiber, die Gemeinde Wien – städtische Straßenbahnen (WStB), zwischen der Hietzinger Brücke und dem Badhaussteg zwischen den beiden Richtungsgleisen zusätzlich ein drittes Gleis als Zwischenwendeanlage. Hierzu musste zunächst die dortige südliche Stützmauer auf einer Länge von circa 250 Metern abgetragen und, circa fünf Meter versetzt, in Stampfbetonbauweise neu errichtet werden. Damit wurde Hietzing von einer Haltestelle zu einem Bahnhof mit Stellwerk aufgewertet. Fortan mussten – dem tatsächlichen Bedarf entsprechend – nicht mehr alle Züge zwangsweise bis und ab Hütteldorf-Hacking geführt werden.
Das alte Wagner’sche Stationsgebäude wurde im Zuge der Errichtung der als Verkehrsknotenpunkt konzipierten und 1963/1964 fertiggestellten Kennedybrücke abgetragen. Seither führt ein kleines Aufnahmsgebäude, das einige Imbissstände beherbergt, in der Brückenmitte vom Straßenniveau zu den beiden Bahnsteigen. Um das Aufnahmsgebäude verläuft ein ovales, auffälliges Flugdach aus Beton, das architektonische Charakteristikum der Brücke, begrenzt durch die Wendeschleife der Straßenbahn.

### U-Bahn

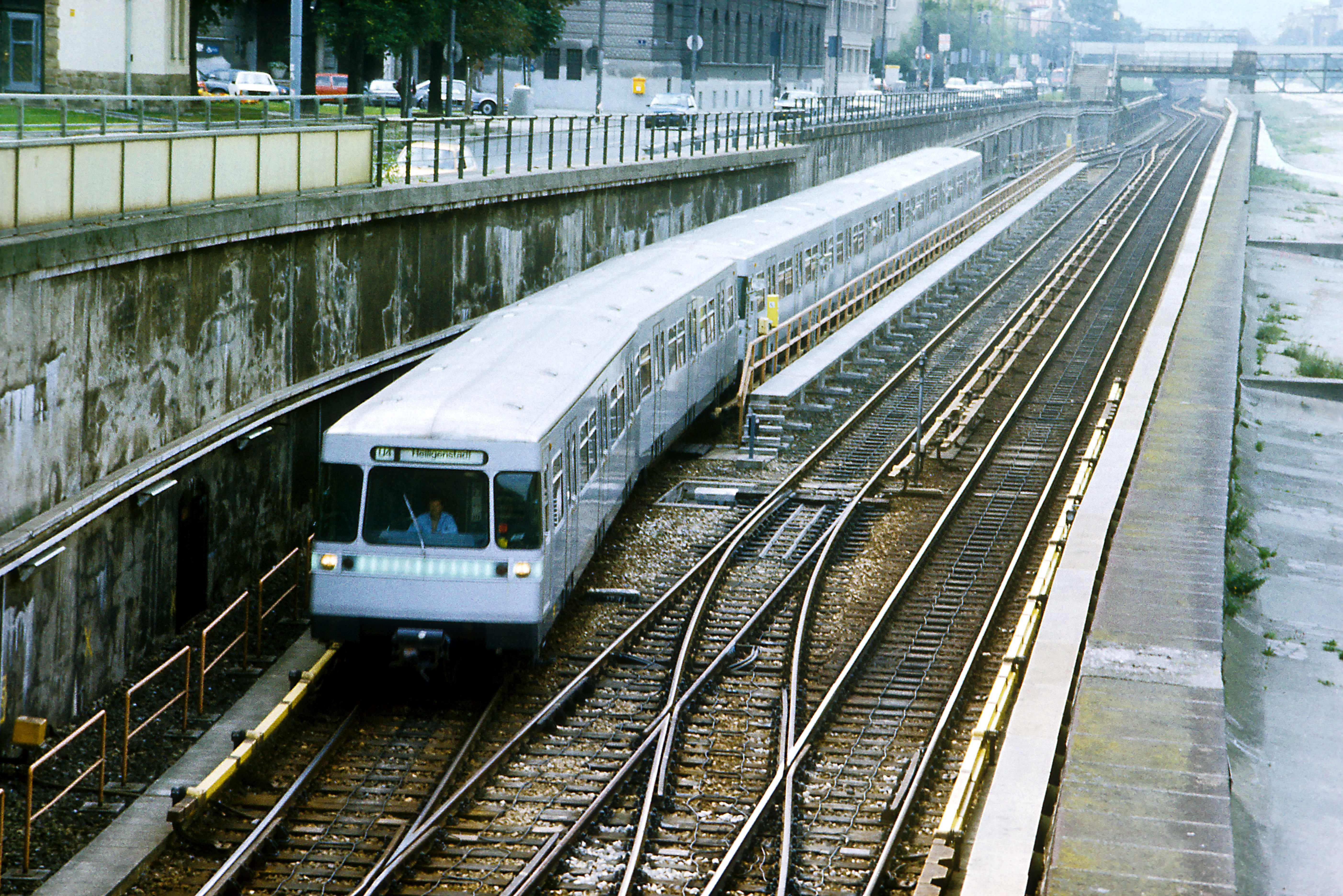
Die Wendeanlage von 1925 dient heute bei Bedarf der U-Bahn

Die Umstellung des Stadtbahnbetriebs auf U-Bahn-Betrieb erreichte Hietzing am 31. August 1981, als der Abschnitt von der Station Meidling Hauptstraße hierher von der U4 übernommen wurde. Anschließend musste etwa vier Monate lang in Hietzing zur Weiterfahrt nach Hütteldorf auf einen Schienenersatzverkehr umgestiegen werden, bis auch dieser Abschnitt am 20. Dezember 1981 auf U-Bahn-Betrieb umgestellt wurde. Die Wendeanlage von 1925, die zum letzten Mal am 24. Oktober 1980 regulär der Stadtbahn diente, wurde ebenfalls für den U-Bahn-Betrieb adaptiert. Dabei wurde sie auch an das aus Richtung Hütteldorf kommende Streckengleis angeschlossen, dient aber nur für Einschubzüge oder defekte Garnituren. Planmäßig wurde sie lediglich im September 1981 von der Doppellinie U2/U4 benutzt, die aber schon nach drei Wochen ihren Betrieb einstellen musste.
Anfang der 2000er Jahre wurde der barrierefreie Zugang mittels Aufzugsanlagen vom Gehsteigniveau zu den beiden Seitenbahnsteigen errichtet. Die Aufzüge befinden sich nicht im Aufnahmsgebäude, sondern am östlichen, zentrumsseitigen Rand der Brücke.
Am 2. September 2017 wurde die Straßenbahnlinie 58 eingestellt, und die Linien 10 und 60 übernahmen ihre Streckenabschnitte. Zu diesem Zweck wurde eine neue Gleisverbindung ergänzt, die das Umfahren des Aufnahmsgebäudes auf der Kennedybrücke im Linksverkehr ermöglicht. Das westlichste Gleis, auf dem bis September 2017 die Linie 58 Richtung Unter-St.-Veit fuhr, wird seitdem nicht mehr benötigt und wird als zusätzlicher Stellplatz für die Buslinien (z. B. 58A) verwendet.

## Der Hofpavillon

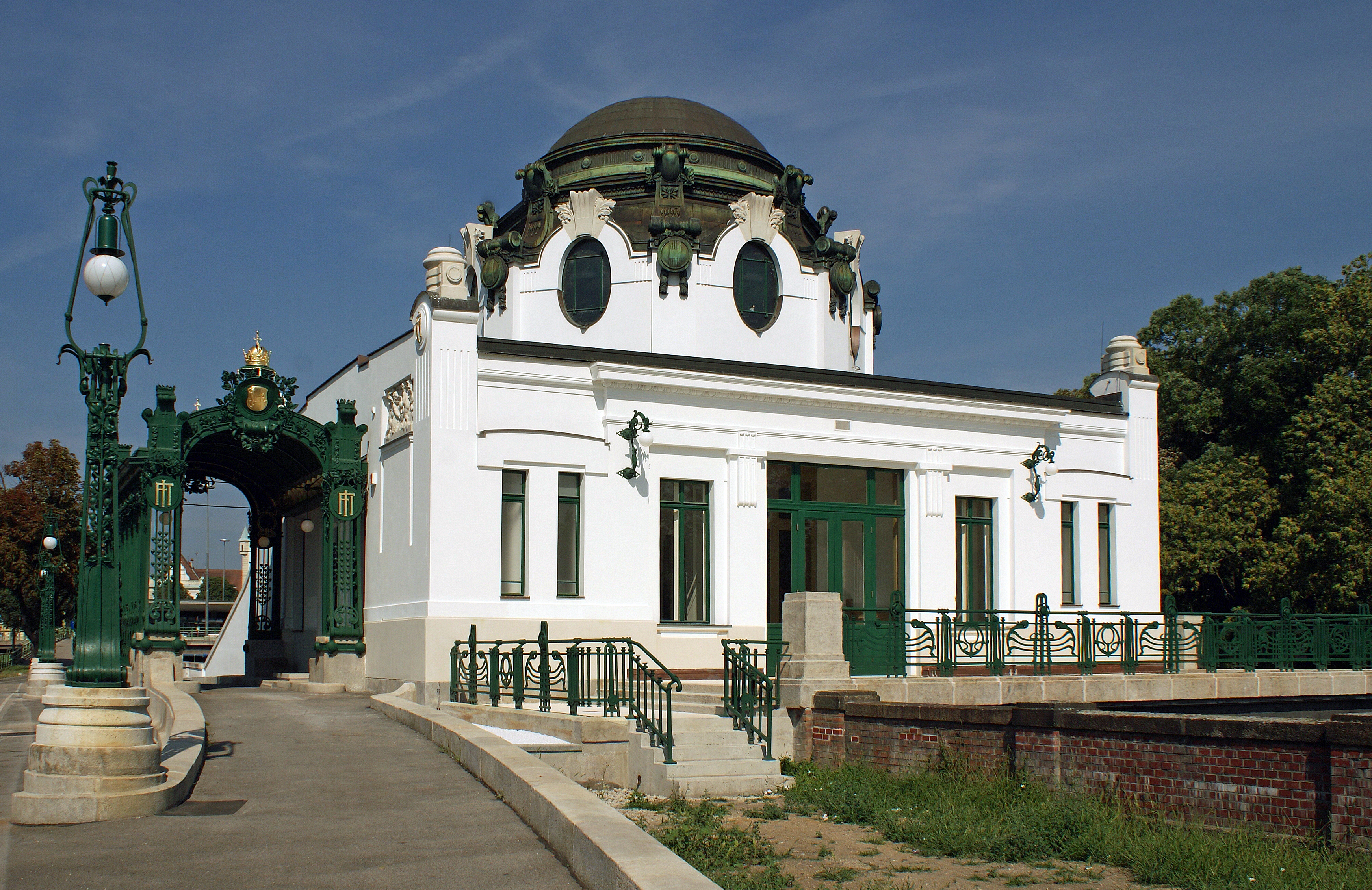
Hofpavillon von der Eingangsseite aus gesehen.

Die Besonderheit dieser Station stellt der (abgesehen von den Abgängen zu den Bahnsteigen) erhalten gebliebene, kaiserliche Hofpavillon dar, den Otto Wagner als Warteraum für den Kaiser und sein Gefolge entworfen hat, obwohl er in den ursprünglichen Planungen der Wientallinie der Stadtbahn nicht vorgesehen war. Vorbild dürften die kaiserlichen Wartesalons in den großen Bahnhöfen der Doppelmonarchie gewesen sein. Aktuell (2018) wird er vom Wien Museum als Ausstellungsraum genutzt.